# Индонезийско-намибийские отношения
Индонезийско-намибийские отношения — двусторонние дипломатические отношения между Индонезией и Намибией. Официальные отношения установлены в 1991 году.

## История
Индонезия была активным сторонником становления независимости Намибии и сотрудничала с освободительным движением в стране. В наши дни Индонезия и Намибия стремятся усилить экономические и торговые отношения. В Виндхуке располагается индонезийское посольство. Намибийское посольство, связывающее страну с Индонезией, расположено в Куала-Лумпуре.